# Dorothy Lewis Bernstein
 Dorothy Lewis Bernstein  (* 11. April 1914 in Chicago, Illinois; † 5. Februar 1988 in Providence, Rhode Island) war eine US-amerikanische Mathematikerin und Hochschullehrerin. Sie gehörte zu den frühen Befürwortern des Einsatzes von Computern in Hochschul-Mathematikkursen. Sie war die erste weibliche Präsidentin der Mathematical Association of America.

## Leben und Werk
Bernstein wurde als Tochter der jüdischen russischen Einwanderer Jacob und Tille Lewis Bernstein geboren. Sie besuchte die North Division High School in Milwaukee, Wisconsin und 1930 die University of Wisconsin. 1934 schloss sie ihr Mathematikstudium mit einem B.A.-Abschluss und einem M.A.-Abschluss ab.
Anschließend forschte sie an der Brown University, wo sie 1939 bei Jacob David Tamarkin promovierte und gleichzeitig am Mount Holyoke College lehrte. Ihre Dissertation trug den Titel The Double Laplace Integral und wurde im Duke Mathematical Journal veröffentlicht.
Von 1943 bis 1959 unterrichtete sie an der University of Rochester und arbeitete dort an Existenzsätzen für partielle Differentialgleichungen. 1950 veröffentlichte Princeton University Press ihr Buch Existenzsätze in partiellen Differentialgleichungen.
Von 1959 bis 1979 war sie Professorin für Mathematik am Goucher College, wo sie von 1960 bis 1970 und von 1974 bis 1979 Vorsitzende der mathematischen Abteilung war. Sie gehörte zu den frühen Befürwortern des Computereinsatzes in Mathematikkursen. 1961 verfügte das Goucher College vor allem aufgrund ihrer Bemühungen als erstes Frauencollege über einen eigenen Computer.
Sie war eine der drei Gründerinnen der Maryland Association for Educational Uses of Computers und trug durch die Entwicklung und Leitung von Sommerprogrammen maßgeblich dazu bei, Computer in den Mathematiklehrplan der High School in Baltimore County einzuführen.
1979 wurde sie als Gastprofessorin für Angewandte Mathematik an die Brown University berufen, wo sie bis 1985 tätig war. Sie lebte ab 1979 mit ihrer Doktorandin und ehemaligen mathematischen Mitarbeiterin Geraldine Coon in Connecticut.
Von 1972 bis 1973 war sie Vizepräsidentin und von 1979 bis 1980 war sie die erste Präsidentin der Mathematical Association of America. Sie war Mitglied in zahlreichen nationalen Komitees sowie in den Beratungsgremien der Fachgesellschaften und der National Science Foundation.

## Mitgliedschaften
- Mathematical Association of America
- American Mathematical Society
- Society for Industrial and Applied Mathematics
- American Association of University Professors
- Fellow, American Association for the Advancement of Science